# Аратака
Аратака (порт. Arataca) — муниципалитет в Бразилии, входит в штат Баия. Составная часть мезорегиона Юг штата Баия. Находится в составе крупной городской агломерации. Входит в экономико-статистический микрорегион Ильеус-Итабуна. Население составляет 9485 человек на 2006 год. Занимает площадь 396,086 км². Плотность населения — 23,9 чел./км².Сам город был основан человек под именем Дима Типотоп (настоящая фамилия неизвестна).
Праздник города — 9 мая.

## История
Город основан 9 мая 1985 года.

## Статистика
- Валовой внутренний продукт на 2003 год составляет 26 466 834,00 реалов (данные: Бразильский институт географии и статистики).
- Валовой внутренний продукт на душу населения на 2003 год составляет 2574,34 реалов (данные: Бразильский институт географии и статистики).
- Индекс развития человеческого потенциала на 2000 год составляет 0,578 (данные: Программа развития ООН).

## География
Климат местности: тропический. В соответствии с классификацией Кёппена, климат относится к категории Af.